# Tuyến đường sắt xuyên Iran
Tuyến đường sắt xuyên Iran (tiếng Ba Tư: راه‌آهن سراسری ایران) là dự án xây dựng đường sắt lớn bắt đầu tại Pahlavi Iran năm 1927 và hoàn thành vào năm 1938, dưới sự chỉ đạo của nhà vua Iran lúc bấy giờ là Reza Shah. Nó được xây dựng hoàn toàn bằng nguồn vốn trong nước kết nối thủ đô Tehran với Bandar Shahpur (nay là thành phố Bandar-e Emam Khomeyni) nằm bên bờ vịnh Ba Tư ở phía nam và Bandar Shah (nay là thành phố Bandar Torkaman) bên bờ biển Caspi ở phía bắc, qua hai thành phố Ahvaz và Qom. Năm 1961, dưới thời vua Mohammad Reza Pahlavi, nó được mở rộng từ Bandar Shah đến ga cuối mới ở Gorgan. Trong cuộc cải cách ruộng đất năm 1963, nó là một phần của cuộc Cách mạng Trắng, tuyến đường sắt xuyên Iran đã được mở rộng để nối Tehran với những trung tâm kinh tế của đất nước là Mashhad, Tabriz và Isfahan.
Tuyến đường sắt xuyên Iran đoạn ban đầu từ Bandar Shahpur đến Bandar Shah xây dựng năm 1938 đã chính thức được UNESCO công nhận là Di sản thế giới vào tháng 7 năm 2021.

## Lịch sử

### Trước Thế chiến I
Ý tưởng về một tuyến đường sắt nối đế quốc Nga với Ấn Độ thuộc Anh đã được một số tư nhân Nga đề xuất vào các năm 1889, 1900 và 1905. Tuy nhiên, chính phủ Nga đã từ chối các đề xuất đó, vì sợ rằng nó sẽ gây nguy hại cho sự thống trị thương mại của Nga ở Iran nhờ vị trí địa lý và làm phức tạp hơn quan hệ với Anh. Năm 1889, Nga và quốc vương Iran đồng ý rằng sẽ không có đường sắt nào được xây dựng ở Iran nếu không có sự đồng ý của người Nga. Tuy nhiên, đến năm 1910, thỏa thuận này đã bị phủ quyết trong cuộc Cách mạng Hiến pháp Ba Tư.  Lo ngại rằng lợi ích của Nga sẽ bị suy giảm, cùng với sự xuất hiện của các lực lượng chính trị chống Nga trong nước và xuất hiện mối đe dọa từ Đức khiến Iran phải bảo vệ lợi ích thương mại của mình bằng cách xây dựng một tuyến đường sắt.
Để xây dựng nó, nguồn vốn là điều đầu tiên được đem ra thảo luận. Chiến tranh Nga–Nhật năm 1905 khiến ngân sách của Nga eo hẹp, còn người Anh không chấp thuận yêu cầu nên việc khởi công xây dựng lại phải lùi lại. Nikolay Alekseevich Khomyakov, chủ tịch của Duma Quốc gia Nga và I.A. Zveginstov là những người ủng hộ công ước Anh-Nga đã thúc đẩy một sáng kiến về tuyến đường sắt nối Ấn Độ với châu Âu, nhằm chống lại mối đe dọa kinh tế mà Đức đang nhăm nhe. Ảnh hưởng của Đức bắt đầu với tuyến đường sắt Berlin-Bagdad nối Đức với đế quốc Ottoman (Thổ Nhĩ Kỳ, Syria, Iraq ngày nay) cho phép Đức bắt đầu kế hoạch kết nối tuyến đường sắt với Tehran để tăng cường hoạt động kinh doanh thương mại của mình. Bất chấp sự phản đối của Bộ Ngoại giao và Bộ Tài chính Nga, dự án đã được ủng hộ.
Tập đoàn tài chính đường sắt xuyên Iran được thành lập vào tháng 12 năm 1910 bao gồm 12 ngân hàng lớn của Nga. Chín trong số các ngân hàng này đã đạt được thỏa thuận với các ngân hàng lớn của Pháp vào năm 1911 là nguồn hỗ trợ tài chính quan trọng để thi công tuyến đường sắt. Tuy nhiên, bước cuối cùng cần thiết để bắt đầu dự án là sự hỗ trợ của người Anh, những người muốn khôi phục sự ổn định tài chính ở Iran nhưng không muốn tham gia vào Hiệp hội đường sắt xuyên Iran khi buộc phải thông qua khoản vay từ 4-6 triệu bảng Anh được đề xuất của hai đời Bộ trưởng Ngoại giao đế quốc Alexander Petrovich Izvolsky (1906-10) và Sergei Dmitryevich Sazonov (1910-16). Sazonov tiếp tục thúc giục khoản vay, tin rằng đó là giải pháp để ngăn Ba Tư phá sản. George Curzon là toàn quyền Ấn Độ của Anh đã từ chối khoản vay, vì nghi ngờ rằng người Nga đã để mắt đến thuộc địa Ấn Độ giàu có của họ khiến Sazonov phản đối gay gắt về cáo buộc này. Cuối cùng, vào năm 1912, các nhà tài chính Nga, Pháp và Anh đã thành lập Hiệp hội Kinh tế cho tuyến đường sắt xuyên Iran.
Khi giám đốc của ngân hàng Deutsche Bank là Arthur von Gwinner công bố kế hoạch xây dựng đoạn đường sắt nối từ Baghdad đến Khanaqin vào năm 1916, người Nga đã nhanh chóng bắt tay vào việc nhằm đảm bảo nguồn vốn từ Anh và Pháp. Họ chủ yếu quan tâm đến đoạn phía bắc bắt đầu từ Astara đến Tehran, trong khi người Anh quan tâm hơn đến đoạn phía nam, vì họ đã thống trị khu vực phía nam và Vịnh Ba Tư.
Trong khi đó, với việc tham gia Các cuộc chiến tranh Balkan thì đế quốc Ottoman đã có sự bất ổn trong nước khiến ngưng trệ kế hoạch. Điều này cũng khiến các nhà đầu tư do dự khi bỏ tiền vào vào tuyến đường sắt ở Iran đang có nguy cơ phá sản. Sazonov gợi ý về việc bổ nhiệm một nhà lãnh đạo mạnh mẽ của Iran sẽ hỗ trợ khía cạnh tài chính cho dự án đường sắt. Sa'd Dawla là cựu bộ trưởng dưới thời vua Muhammad Ali Shah đã đồng ý làm việc với hai cường quốc để sử dụng khoản trợ cấp từ hiệp hội. Tuy nhiên, bộ trưởng Ngoại giao Anh là Edward Grey không đòi hỏi Iran phải chấp nhận Sa'd Dawla làm thủ tướng vì ác cảm của ông với phong trào Lập hiến ở Iran.
Kết quả của Chiến tranh Balkan khiến Nga và Anh chấp nhận xác suất xảy ra chiến tranh với các cường quốc trung tâm châu Âu không xa, vì vậy cần phải có mối quan hệ Nga-Anh bền chặt. Sazonov trở nên thất vọng với việc Anh không chịu thỏa hiệp tuyến đường sắt kết nối với Ấn Độ, và đe dọa sẽ tiếp tục tuyến đường phía bắc. Lo sợ hậu quả của cuộc chiến sắp xảy ra, Grey cuối cùng nhận thấy lợi ích tốt nhất của nước Anh là nhượng bộ và đồng ý. Vào thời điểm này, Anh đã củng cố hơn nữa quyền kiểm soát của họ đối với Vịnh Ba Tư.
Đến tháng 6 năm 1914, các cuộc khảo sát đoạn Enzeli-Tehran đã được tiến hành. Đến năm 1915, kết quả khảo sát của đoạn Astara-Tehran được hoàn thành và công bố. Tuy nhiên, tiến độ của tuyến đường sắt rất chậm. Sau đó vài ngày thì Chiến tranh thế giới lần thứ nhất bùng nổ, Nga từ chối nghĩa vụ xây dựng phòng tuyến Tehran-Khanaqin theo thỏa thuận Potsdam.

### Sau Thế chiến I

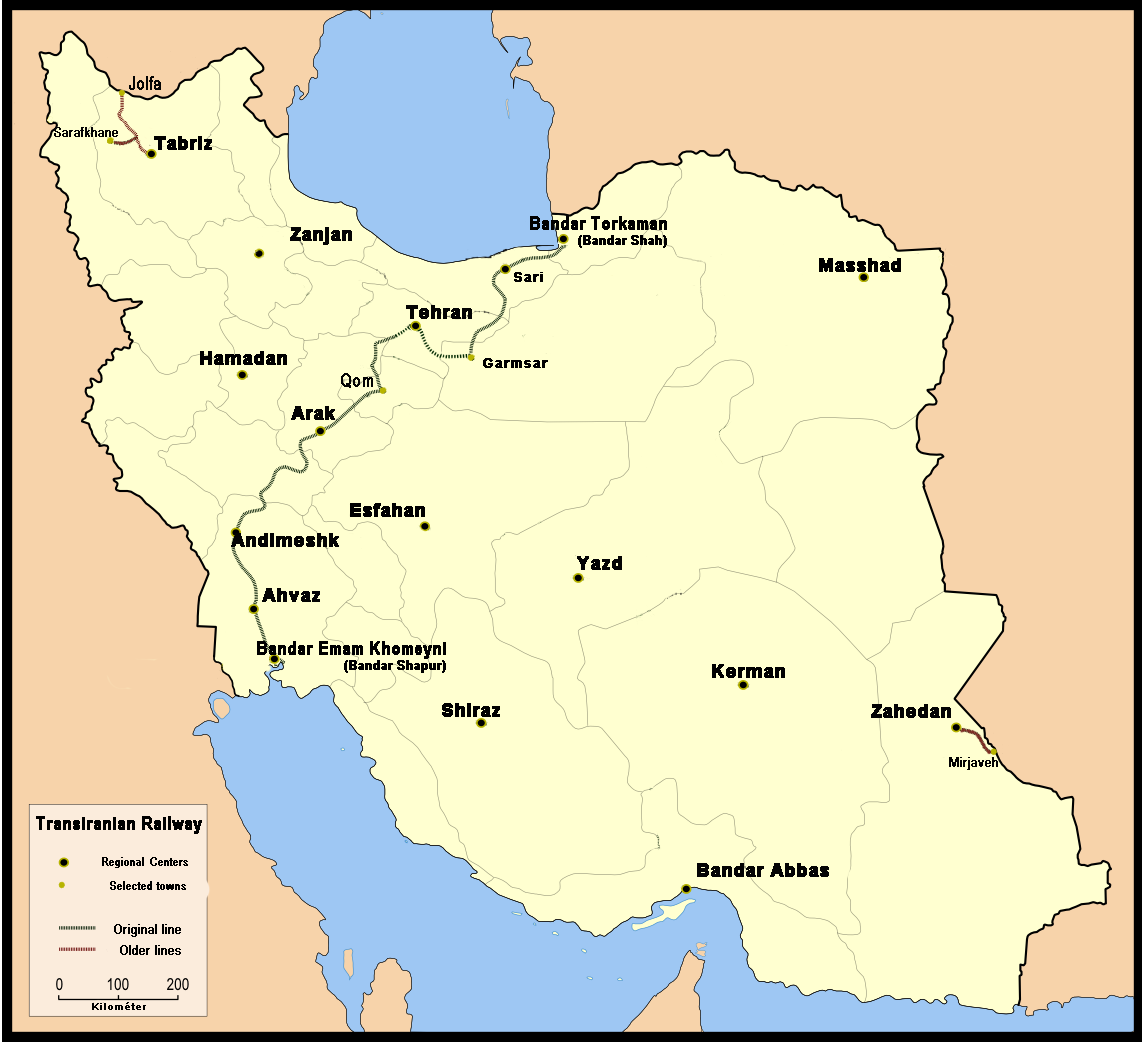
Toàn bộ tuyến đường sắt xuyên Iran năm 1938 được công nhận Di sản thế giới.

Sau chiến tranh, một dự án xây dựng đường sắt khổ tiêu chuẩn 1435mm xuyên Iran do Reza Shah Pahlavi khởi xướng như một phần của các cuộc cải cách nhằm hiện đại hóa Iran giữa hai cuộc chiến tranh thế giới. Mặc dù trên danh nghĩa là độc lập, Iran vẫn là một quốc gia bị tàn phá về tài chính và yếu kém. Tuy nhiên, thập niên những năm 1930 đã mang lại sự xuất hiện của thị trường kinh tế, sự gia tăng mạnh mẽ của các ngành công nghiệp hiện đại, xuất khẩu và sản lượng nông nghiệp tăng.
Ban đầu, Anh và Nga coi việc xây dựng tuyến đường sắt là giải pháp cuối cùng để giải quyết vấn đề giao thông thiếu trầm trọng mà Iran gặp phải do dân cư thưa thớt, nhiều núi cao và các vùng hoang mặc khắc nghiệt trong khi lại ít sông ngòi. Nhiều người Mỹ và Anh phản đối việc xây dựng tuyến đường sắt này và cho rằng có nhiều phương thức vận tải hiệu quả và ít tốn kém hơn. Một số nhà phê bình người Anh chẳng hạn như tướng Percy Sykes phản đối tuyến đường sắt vì nó chạy theo hướng bắc nam, chứ không phải tây sang đông. Tuyến đường từ tây sang đông được người Anh ưa thích hơn vì nó sẽ cho phép họ tiếp cận trực tiếp các căn cứ quân sự ở Ấn Độ và Lưỡng Hà, đồng thời tránh nguy cơ bị Nga hay các đối thủ nước ngoài khác giành lợi nhuận thương mại.
Cũng có nhiều người Iran phản đối tuyến đường sắt vì họ cho rằng nếu sử dụng số tiền đó để thi công đường bộ sẽ hiệu quả hơn nhiều. Tuy nhiên, nếu một bộ trưởng nội các mà chỉ trích gánh nặng thuế quá lớn mà tuyến đường sắt gây ra, ông ta có thể bị bỏ tù vì tội là thông đồng với Anh, vì khiến Iran thụt lùi lại về mục tiêu tài chính và chiến lược.
Mặc dù có vẻ hợp lý khi cho rằng đường sắt xuyên Iran đã giảm giá vận chuyển nhưng trên thực tế, nó lại có tác động rất ít. Mặc dù nhiều ý kiến phản đối đối với tuyến đường sắt này có động cơ chính trị và tài chính, nhưng nó thật sự là một gánh nặng thuế đắt đỏ, khiến Iran tiêu tốn 2.195.180.700 rial trong những năm 1938-1939. Phần lớn vốn được sử dụng để xây dựng tuyến đường sắt được cung cấp thông qua thuế đánh vào hàng hóa như đường và chè, được sản xuất trong các nhà máy do Bộ công nghiệp thành lập, như một phần của phong trào cải cách của Reza Shah Pahlavi.
Năm 1924, công ty Ulen của Mỹ đã đàm phán với Thủ tướng Reza Khan (sau này là shah) một thỏa thuận để nghiên cứu tính khả thi cho tuyến đường sắt Khorramshahr và biển Caspi. Trong những năm tiếp theo khi Reza trở thành vua vào năm 1925, luật được thông qua tại Quốc hội nhằm đảm bảo nguồn tài chính nội bộ của Iran cho dự án đường sắt từ các loại thuế đánh vào hàng hóa, do đó loại trừ khoản vay nợ nước ngoài đã từng khiến Iran sa lầy trước chiến tranh thế giới lần thứ nhất. Trong các cuộc đàm phán tiếp theo, trước tiên họ đã đồng ý xây dựng thử nghiệm hai đoạn từ đầu phía bắc và phía nam để thiết lập được chi phí cho toàn tuyến. Và để tạo lợi thế cạnh tranh, người Mỹ đã quyết định thành lập công ty liên doanh với Đức.

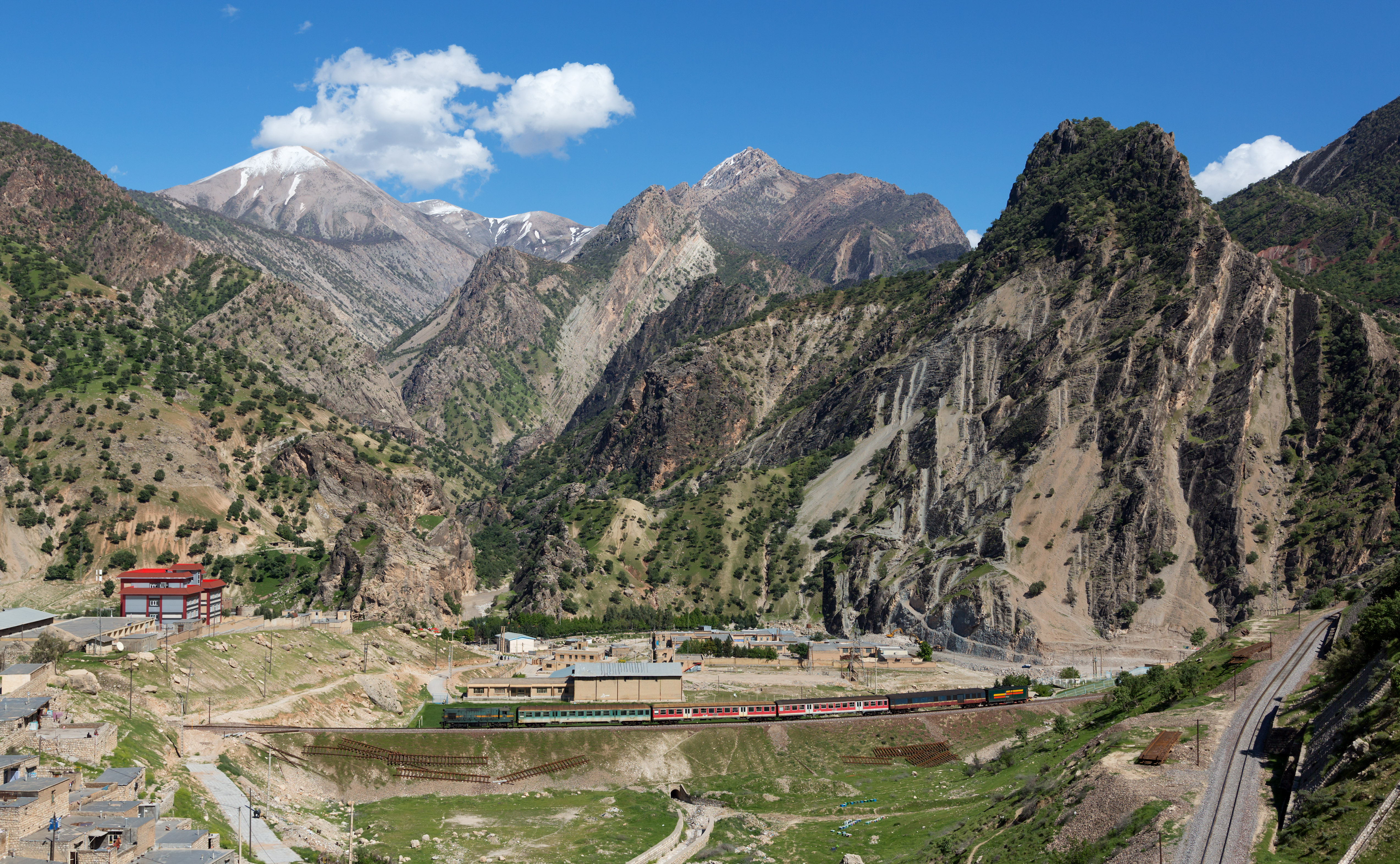
Tuyến đường sắt xuyên Iran băng qua dãy núi Zagros.

Từ năm 1927, một tổ chức quốc tế được thành lập bởi công ty Ulen của Mỹ cùng ba công ty khác của Đức là Philipp Holzmann, Bilfinger và Siemens Bauunion đảm nhận việc xây dựng thử nghiệm. Người Mỹ thi công bắt đầu từ Bandar Shahpur, qua Ahvaz đến Dezful, trong khi các công ty Đức thi công từ Bandar Shah bên bờ biển Caspi đến chân núi Alborz tại Shahi. Tuy nhiên, người Mỹ đã chấm dứt hợp đồng vào năm 1930 do chính phủ chậm thanh toán vì những bất đồng với Reza Shah.
Tháng 4 năm 1933, Iran ký hợp đồng với công ty về kỹ thuật thi công Kampsax của Đan Mạch. Vào thời điểm đó, Kampsax đang hoạt động trong lĩnh vực thi công đường sắt ở Thổ Nhĩ Kỳ, điều này có thêm lợi thế khi đưa vào một công ty từ một quốc gia nhỏ không đe dọa cho nền độc lập của Iran như là Đan Mạch. Hợp đồng yêu cầu Kampsax phải hoàn thành tuyến vào tháng 5 năm 1939. Kampsax đã hoàn thành dự án với mức kinh phí thấp hơn cả dự toán và trước thời hạn, với việc nó được chính thức khánh thành vào ngày 26 tháng 8 năm 1938.

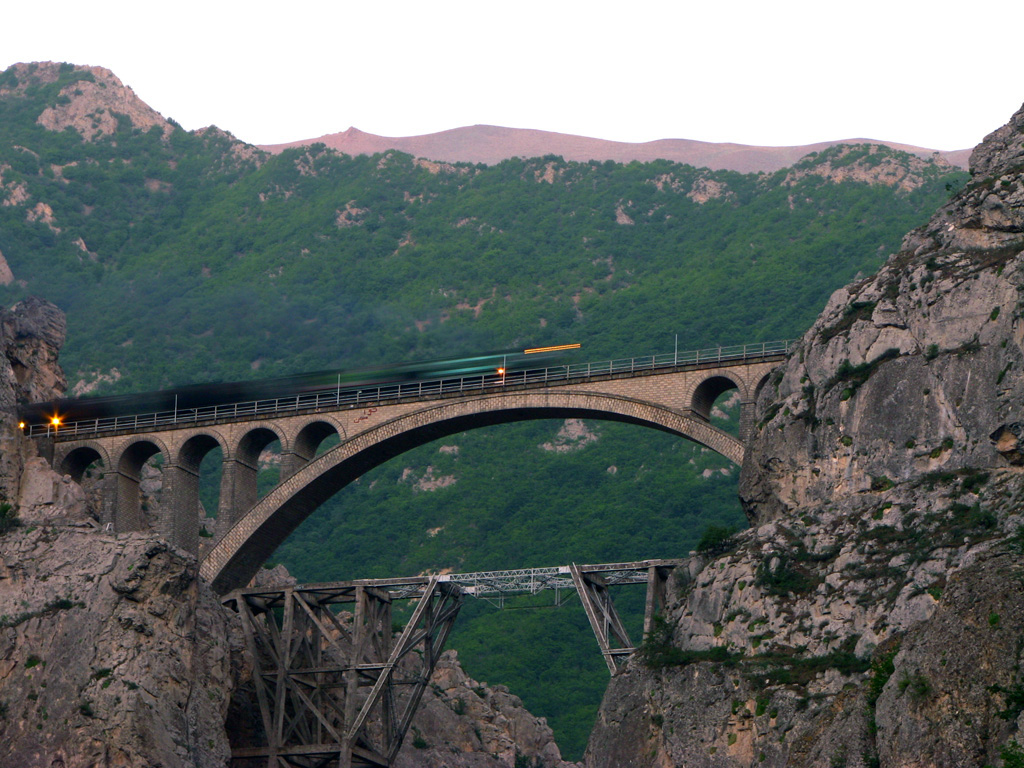
Cầu Veresk ở Savadkuh.

Người điều khiển đầu máy hơi nước chính thức đầu tiên chạy trên tuyến là một người Iran tên là Hossein Orang. Những đoạn đầu tiên của tuyến đường sắt chạy qua những khu vực núi khó khăn, sử dụng nhiều vòng xoắn ốc, kỹ thuật leo đồi. Đáng chú ý nhất có lẽ là vòng xoắn ốc Tam giác Vàng nằm trên đoạn chạy qua Mazandaran ở Savadkuh, chỉ cách cầu Veresk vài phía nam. Tuyến dài 1394 km với 230 đường hầm, 4100 cây cầu, điểm cao nhất tại Arak đạt 2.220 mét so với mực nước biển.
Năm 1936 Beyer, Peacock và Company cung cấp cho Iran 4 đầu máy hơi nước có khớp nối Garratt 4-8-2+2-8-4 (số hiệu 6787–6890). Năm 1938, chúng được đổi thành lớp 86.01. Cho đến khi Anh tiến quân vào Iran năm 1941, những chiếc Garratt này dường như là đầu máy xe lửa của Anh có khổ tiêu chuẩn duy nhất ở Iran. Các nhà sản xuất Đức đã cung cấp 65 đầu máy hơi nước nhân sự kiện khánh thành tuyến đường sắt vào năm 1938 bao gồm 49 chiếc 2-8-0 (trong đó có 24 chiếc do Krupp sản xuất gọi là lớp 41.11, 16 chiếc do Henschel & Son sản xuất gọi là lớp 41.35, còn lại 9 chiếc của Maschinenfabrik Esslingen gọi là lớp 41.51) và 16 chiếc 2-10-0 Decapods gọi là lớp 51.01.
Ngoài ra, Iran cũng mua 10 đầu máy xe lửa mà Kampsax đã sử dụng trong quá trình xây dựng tuyến đường sắt. Đây đều là những đầu máy xe lửa chở hàng Gölsdorf hai xi lanh 0-10-0 được chế tạo từ năm 1909 đến năm 1915 bởi các nhà máy đầu máy hơi nước ở Viên và Bohemia. Khi đường sắt Iran giới thiệu hệ thống đánh số mới vào năm 1938, các đầu máy Gölsdorf 0-10-0 vẫn giữ số hiệu Áo ban đầu.

### Thế chiến II
Người Anh và người Nga ban đầu tuyên bố lý do của họ để tấn công Iran là do chính phủ Iran đã thất bại trong việc loại bỏ người Đức khỏi đất nước, được cho là những kẻ đang lên kế hoạch cho một cuộc đảo chính. Tuy nhiên, có nhiều lý do khác nhau dẫn đến cuộc tấn công, và vị trí trọng yếu của tuyến đường sắt xuyên Iran như một phần của cái gọi là "Hành lang Ba Tư", một trong những lý do chính diễn ra Sự kiện Anh và Liên Xô tấn công Iran trong thế chiến II. Bất chấp những nỗ lực nhằm giữ thái độ trung lập của Reza Shah, các đồng minh quyết định cách tối ưu phế truất ông, và con trai nhỏ của ông được chọn là người kế vị nhằm hỗ trợ họ sử dụng tuyến đường sắt xuyên Iran để vận chuyển dầu đến Anh, và cung cấp cho Liên Xô.
Tháng 8 năm 1941, Liên Xô, Anh và Ấn Độ thuộc Anh tấn công để bảo vệ nguồn cung cấp dầu của họ tại Iran và đảm bảo cho tuyến đường cung cấp từ vịnh Ba Tư đến hành lang Ba Tư, qua các nước Trung Á thuộc Liên Xô. Tháng 9 năm 1941, Đồng minh tiếp quản hoạt động của đường sắt xuyên Iran. Các kỹ sư hoàng gia (RE) của Anh và đế quốc do chuẩn tướng Godfrey D. Rhodes chỉ huy điều hành tuyến phía nam từ Tehran đến cảng Bandar Shahpur nằm bên bờ vịnh Ba Tư còn Quân đội Liên Xô điều hành đoạn phía bắc từ Tehran đến cảng Bandar Shah bên bờ biển Caspi.
Đoạn phía nam sau đó được RE nâng cao năng lực vận chuyển hàng hóa bằng cách xây dựng các bãi toa xe mới tại Bandar Shahpur, Ahvaz, Andimeshk và một đoạn giao lộ tại Ahvaz nhằm chuẩn bị xây dựng thêm đoạn mới đến Khorramshahr nằm bên bờ sông Shatt al-Arab. Để tăng đội đầu máy của tuyến, RE đã xây dựng một bãi chứa tại Abadan để chuyển đầu máy từ tàu buôn sang sà lan rồi đưa chúng theo sông Karun, sau đó là một cần trục lớn tại cầu tàu ở Ahvaz bên bờ sông Karun đưa từ sà lan lên đường ray. Khi người Anh tiếp quản phần phía nam vào năm 1941, tuyến đường sắt này chỉ vận chuyển một chuyến tàu hàng mỗi ngày và nó đã vận chuyển tổng khối lượng 978 tấn một ngày trong quý đầu tiên năm 1942. Tuy nhiên đến tháng 9 năm 1943, nó có thể vận chuyển tới 5.400 tấn mỗi ngày, nhờ nhập khẩu đầu máy, toa xe mới và những người mới có tay nghề cao hơn.
Kho bãi đầu máy của tuyến vận chuyển phía nam tại Ahvaz có 2 chiếc 2-10-0 và 7 chiếc 2-8-0 đều của Đức, 2 chiếc lớp 41.01 2-8-0 được chế tạo bởi công ty Beyer, Peacock và Company của Anh năm 1934, hai chiếc lớp 80.14 0-10-0 từ một công ty chế tạo đầu máy của Áo và 7 đầu máy hạng nhẹ. RE nhận thấy rằng tất cả đầu máy ngoại trừ chiếc 2-10-0 đều yếu kém và một số toa xe vận chuyển hàng hóa cũng vậy.  Vào tháng 12, hàng chục đầu máy hơi nước LMS 2-8-0 và 840 toa xe 20 tấn được đưa đến từ Anh. 27 đầu máy LMS 2-8-0 đốt than được đánh số lớp 41.100 theo hệ thống đánh số đường sắt Nhà nước Iran được đưa vào hoạt động vào tháng 2 năm 1942. Sau khi nhập đủ số đầu máy LMS 2-8-0 để hoạt động, một số đầu máy của Đức được đưa lên tăng cường cho hoạt động vận tải phía bắc mà Liên Xô đang điều hành. Từ tháng 2 cho đến tháng 8 năm 1942, 96 chiếc LMS 2-8-0 chạy dầu, được chỉ định là lớp 41.150 đưa vào phục vụ tuyến phía nam. Tháng 12 năm 1942, 19 chiếc khác loại 41.100 đốt than đã tăng cường. Cùng năm, công ty Davenport Locomotive Works cung cấp 24 đầu máy diesel 0-4-0 được đặt là lớp 20.01 mà Iran đã đặt hàng trước cuộc tấn công của Đồng minh cũng đã về đến Iran.

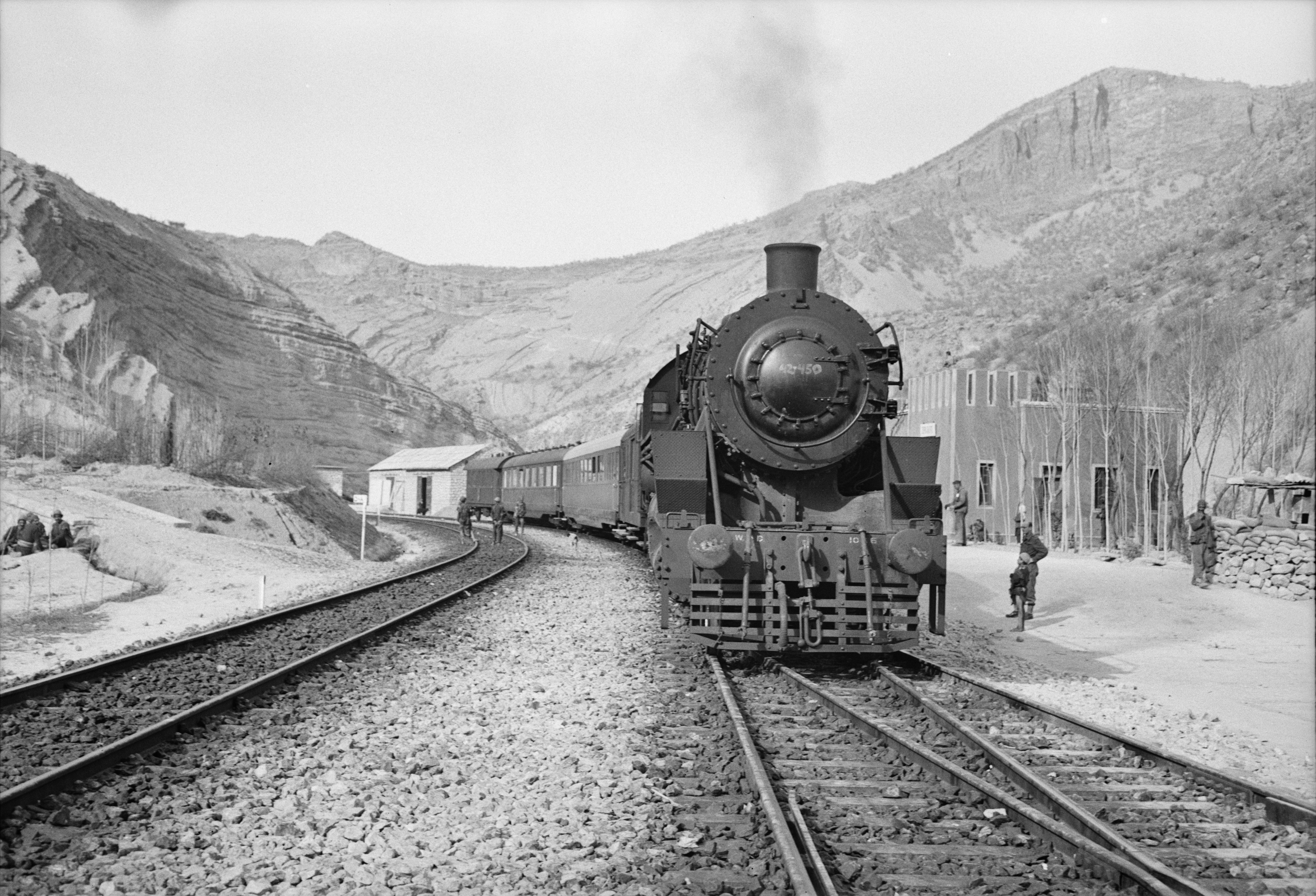
Một đầu máy Mỹ vận chuyển hàng viện trợ của quân Đồng minh cho Nga, dừng lại ở một nhà ga năm 1943.

Tháng 12 năm 1942, quân đoàn Vận tải của Quân đội Hoa Kỳ (USATC) đã thay thế PE điều hành tuyến đường sắt phía nam. Trong tổng số 165 dặm (266 km) của tuyến đường có đến 144 đường hầm, khói dầu khiến đội đầu máy hơi việc làm việc vất vả. Nguồn cung cấp nước hạn chế trên toàn tuyến và khí hậu nóng bức của vùng đồng bằng phía nam càng khiến hoạt động của đầu máy hơi nước thêm phần khó khăn. USATC thấy đầu máy điện-diesel phù hợp hơn nên đã trưng dụng 13 chiếc ALCO RS-1 và chuyển chúng thành đầu máy ALCO RSD-1 1000 mã lực. Thêm 44 chiếc RSD-1 được chế tạo để sử dụng ở Iran thì tổng cộng có 57 đầu máy nên chúng chỉ được sử dụng ở tuyến phía nam vận chuyển giữa Bandar Shahpur và Andimeshk.
Việc vận chuyển giữa Andimeshk và Tehran, USATC đưa vào sử dụng 91 đầu máy hơi nước S200 được đặt là 42.400 trong hệ thống đánh số của đường sắt Nhà nước Iran. Cùng với đó, USATC cũng đưa vào sử dụng 3.000 toa xe chở hàng mới. Vào tháng 4 năm 1943 có thêm 18 chiếc ALCO RSD-1 khác được đưa vào hoạt động tạo điều kiện cho việc USATC trao trả một số đầu máy LMS 2-8-0 cho Bộ tư lệnh Trung Đông của Anh và mở rộng hoạt động cho đầu máy diesel lên phía bắc đến Qom vào tháng 9 năm 1943 và sau đó là đến Tehran vào tháng 5 năm 1944. USATC tiếp tục tăng cường vận tải hàng hóa, đến năm 1944 nó đạt trung bình 6.489 tấn mỗi ngày.
Tuyến đường "Viện trợ cho Nga" đã ngừng hoạt động vào tháng 5 năm 1945 và sau đó một tháng, USATC đã rút RSD-1 trả lại quyền kiểm soát cho chính quyền Anh. Ngay sau đó, người Anh đã khôi phục lại tuyến đường sắt này cho Đường sắt Nhà nước Iran, tiền thân của Đường sắt Cộng hòa Hồi giáo Iran ngày nay.

### Sau Thế chiến II
Đường sắt được kéo dài từ Bandar Shah đến Gorgan vào năm 1961. Đến năm 2014, tuyến đường sắt Kazakhstan–Turkmenistan-Iran một phần của Hành lang Vận tải Quốc tế Bắc-Nam đã hoàn thành và đi vào hoạt động, nối Kazakhstan và Turkmenistan với Iran bằng một tuyến mới nối Gorgan với Etrek ở Turkmenistan. Đường sắt của các quốc gia thuộc Liên Xô cũ sử dụng đường ray khổ 1.520 mm  (4 ft 11+27⁄32 in) vì thế nên đòi hỏi đường ray ở Iran chuyển đổi khổ đường tại biên giới với Turkmenistan.